# Variation clinale

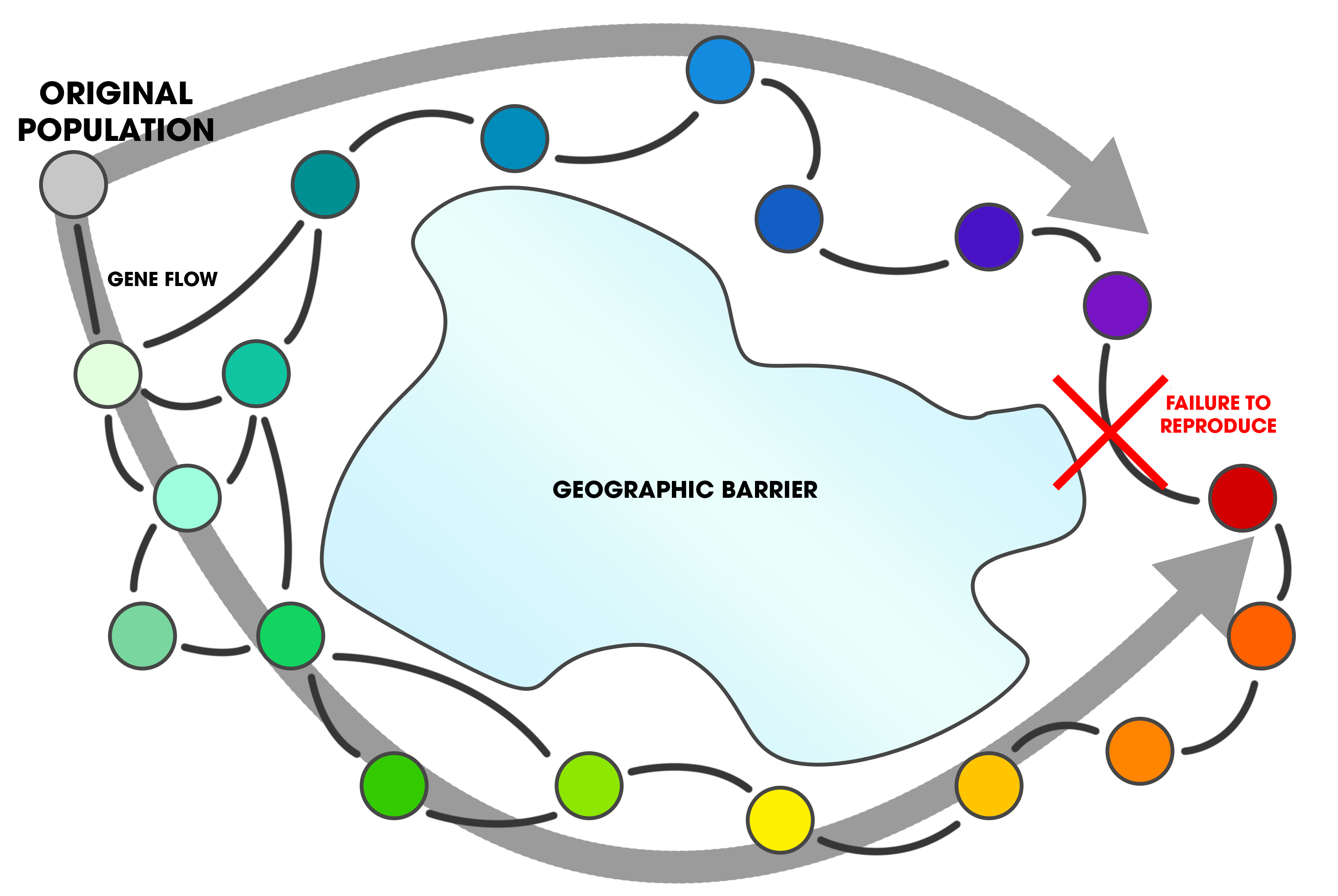
Dans une espèce annulaire, le flux de gènes se produit entre des populations voisines d'une espèce, mais aux extrémités de "l'anneau", les populations ne peuvent pas se croiser.

Les variations des populations interfécondes (ici représentées par des blocs de couleurs) le long d'une cline peuvent suivre une courbe, formant finalement un anneau.

Une variation clinale (de l'anglais ring species, « espèce en anneau », parfois traduit en « cercle de population »  de l'allemand  Rassenkreis de Bernhard Rensch) est une série de populations voisines connectées dont les populations relativement apparentées peuvent se reproduire entre elles, mais au sein de laquelle il existe au moins deux populations « terminales » qui sont trop peu apparentées pour qu'il y ait inter-reproduction. C'est un cas particulier de cline systématique.
Ainsi, des populations qui ne se reproduisent pas entre elles restent génétiquement connectées par le biais de populations apparentées intermédiaires. Il arrive que ces populations « terminales » coexistent dans une même région géographique, amenant la série de populations connectées à former un « anneau ». 
Ce qui empêche ces populations terminales de former deux espèces distinctes est l'existence de populations intermédiaires qui les relient génétiquement. Si suffisamment de populations intermédiaires s'éteignent au fil du temps pour rompre la reproduction indirecte entre les populations terminales, la variation clinale aboutit à la formation de deux espèces distinctes.
La variation clinale est un type de spéciation par distance, elle illustre ce qui se passe au fil du temps lorsque des populations divergent génétiquement mais représente un cas particulier dans le sens où elle montre sur des populations en vie ce qui se déroule habituellement entre des populations ancestrales depuis longtemps éteintes et des populations en vie. La variation clinale est un exemple pratique de la difficulté à définir précisément les critères du concept d'espèce, même en se limitant à une définition simplifiée fondée sur l'interfécondité.

## Histoire

Les goélands du genre Larus se croisent dans un cercle qui fait le tour de l'Arctique. 1 = L. fuscus ; 2 = Population sibérienne de L. fuscus ; 3 = L. heuglini ; 4 = L. vegae birulai ; 5 = L. vegae ; 6 = L. smithsonianus ; 7 = L. argentatus.
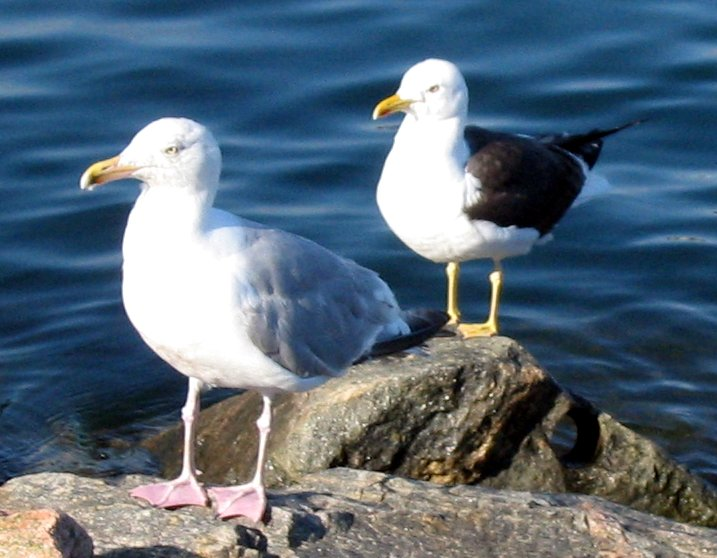
Goéland argenté (Larus argentatus, devant) et goéland brun (Larus fuscus, derrière) en Norvège : deux phénotypes avec de nettes différences.

L'espèce annulaire la plus typique est le goéland du genre Larus. En 1925, Jonathan Dwight a découvert que ce genre forme une chaîne de variétés autour du cercle arctique. Cependant, des doutes sont apparus quant à savoir s'il s'agit d'une véritable espèce annulaire. En 1938, Claud Buchanan Ticehurst soutenait que le pouillot verdâtre s'était répandu du Népal autour du plateau tibétain, tout en s'adaptant à chaque nouvel environnement, se retrouvant ainsi en Sibérie où les extrémités de l'anneau ne se croisent plus. Ces découvertes et d'autres encore ont conduit Mayr à formuler pour la première fois une théorie sur les espèces annulaires dans son étude de 1942 intitulée Systematics and the Origin of Species. Toujours dans les années 1940, Robert C. Stebbins a décrit les salamandres du genre Ensatina autour de la Central Valley californienne comme appartenant à une espèce annulaire,, mais là encore, certains auteurs comme Jerry Coyne considèrent que cette classification est incorrecte. Enfin, en 2012, le premier exemple d'une espèce annulaire chez les plantes a été trouvé chez un euphorbe, dont les individus se croisent dans un anneau faisant le tour de la mer des Caraïbes.

## Spéciation
Le biologiste Ernst Mayr a défendu le concept d'espèces annulaires, affirmant qu'il démontrait sans équivoque le processus de spéciation. Une espèce annulaire est un modèle alternatif à la spéciation allopatrique, « illustrant comment de nouvelles espèces peuvent apparaître par "chevauchement circulaire", sans interruption du flux de gènes dans les populations intermédiaires [...]. » Cependant, Jerry Coyne et H. Allen Orr soulignent que les espèces annulaires modèlent plus étroitement le processus de spéciation parapatrique.
Les espèces annulaires attirent souvent les intérêts des biologistes de l'évolution, des systématiciens et des chercheurs en spéciation, ce qui conduit à des idées qui provoquent à la fois la réflexion et la confusion concernant leur définition. Les spécialistes contemporains reconnaissent que les exemples retrouvés dans la nature se sont avérés rares en raison de divers facteurs tels que les limites de la délimitation taxonomique ou le « zèle taxonomique » — ce qui s'explique par le fait que les taxonomistes classent les organismes en "espèces", alors que les espèces annulaires ne peuvent souvent pas correspondre à cette définition. D'autres raisons, telles que l'interruption du flux génétique due à la "divergence des vicariés" et la fragmentation des populations en raison de l'instabilité du climat, ont également été citées.
Les espèces annulaires présentent également un cas intéressant du problème des espèces pour ceux qui cherchent à diviser le monde vivant en espèces discrètes. Tout ce qui distingue une espèce annulaire de deux espèces distinctes est l'existence de populations qui se connectent ; si suffisamment de populations de l'anneau périssent pour rompre le lien de reproduction, alors les populations distales de l'anneau seront reconnues comme deux espèces distinctes. Le problème est de savoir s'il faut quantifier l'ensemble des individus de l'anneau comme appartenant à une seule espèce (bien que tous les individus ne puissent pas se croiser) ou classer chaque population comme une espèce distincte (bien qu'elle puisse se croiser avec ses proches voisins). Les espèces annulaires illustrent le fait que les frontières entre les espèces apparaissent progressivement et qu'elles existent souvent sur un continuum.

## Exemples

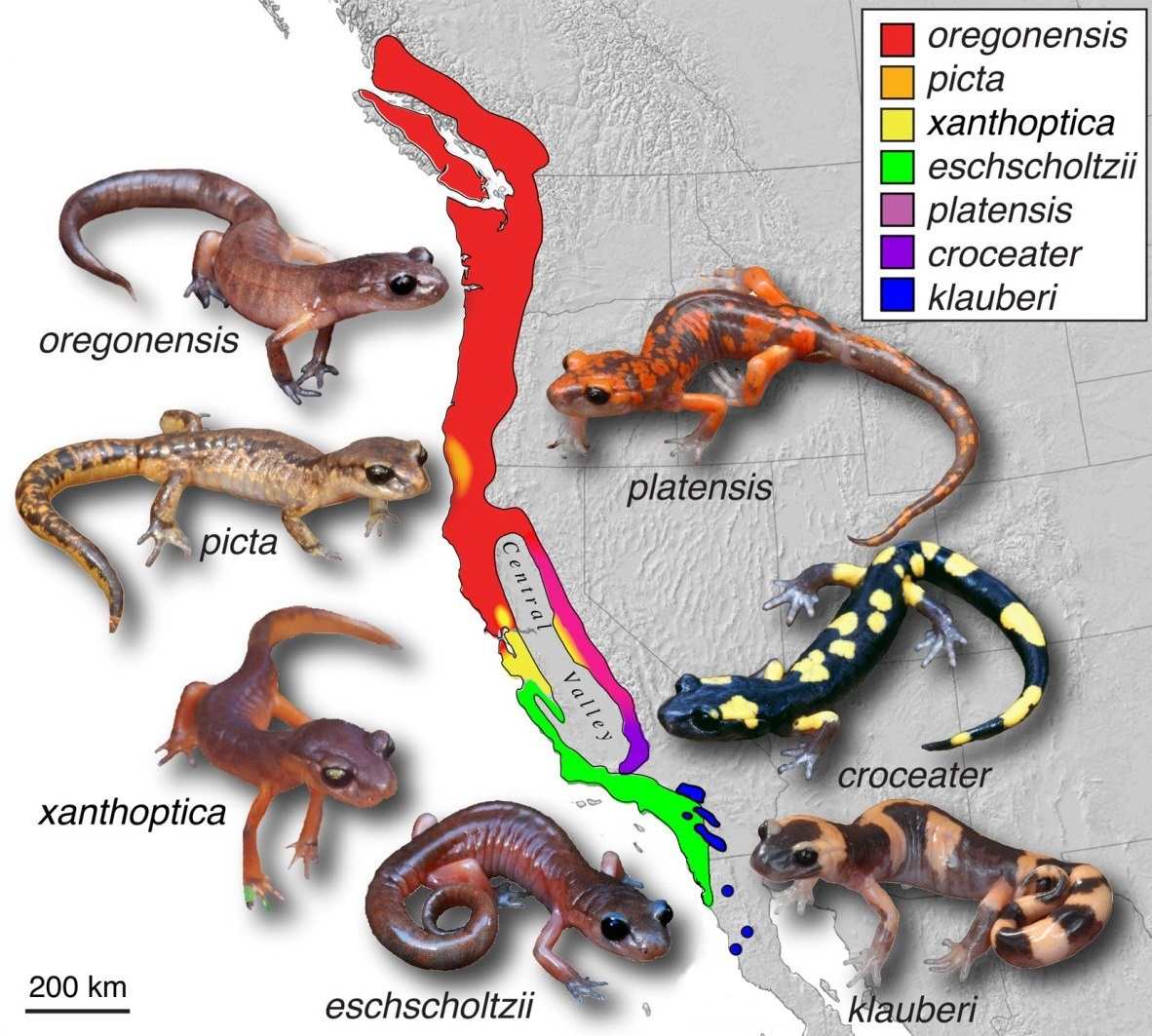
Les salamandres du genre Ensatina sont un exemple d'espèce annulaire.

Spéculation sur l'évolution et la répartition du pouillot verdâtre (Phylloscopus trochiloides).
P. t. trochiloides
P. t. obscuratus
P. t. plumbeitarsus
P. t. "ludlowi"
P. t. viridanus Note : La sous-espèce P. t. nitidus des montagnes du Caucase n'est pas représentée.

De nombreux exemples ont été documentés dans la nature. La plupart des recherches font l'objet d'un débat, certains auteurs citant des preuves remettant en cause leur existence même,. Les exemples suivants prouvent que, malgré le nombre limité d'exemples concrets et idéalisés dans la nature, il existe des continuums d'espèces et qu'on peut les trouver dans les systèmes biologiques. Ces derniers sont souvent caractérisés par des classifications au niveau des sous-espèces telles que les clines, les écotypes, les complexes d'espèces et les variétés. Parmi ces exemples, de nombreux ont été contestés par les chercheurs, et de même, « de nombreux cas [proposés] ont reçu très peu d'attention de la part des chercheurs, ce qui rend difficile d'évaluer s'ils présentent les caractéristiques d'une espèce annulaire idéale. »
La liste suivante donne des exemples d'espèces annulaires que l'on trouve dans la nature. Certains exemples, tels que le complexe des goélands du genre Larus, le Pouillot verdâtre d'Asie et les salamandres du genre Ensatina d'Amérique, ont été contestés,,,.
- Acanthiza pusilla et A. ewingii[15]
- Acacia karroo[1],[16],[17]
- Alouettes du genre Alauda (Alauda arvensis, A. japonica et A. gulgula)[1]
- Alophoixus[9],[18]
- Aulostomus (poisson-trompette)[19]
- Camarhynchus psittacula et C. pauper[1]
- Chaerephon pumilus (complexe d'espèces)[20]
- salamandres du genre Ensatina[21]
- Euphorbia tithymaloides est un groupe de la famille des Euphorbiaceae  qui s'est reproduit et a évolué en anneau à travers l'Amérique centrale et les Caraïbes, se réunissant dans les îles Vierges où ils semblent être morphologiquement et écologiquement distincts[8]
- Mésange charbonnière[1] (cependant, certaines études contestent cet exemple[22],[23])
- le pouillot verdâtre (Phylloscopus trochiloides) forme une espèce annulaire autour du plateau de l'Himalaya[24],[25],[26],[13]. On pense qu'il s'est répandu du Népal autour de l'inhospitalier plateau tibétain, pour rejoindre la Sibérie, où les sous-espèces plumbeitarsus et viridanus semblent ne plus se reproduire mutuellement.
- Hoplitis producta[1]
- souris domestique[1]
- Junonia coenia et J. genoveva/J. evarete[1]
- Lalage leucopygialis, L. nigra, et L. sueurii[1]
- les goélands du genre Larus forment un "anneau" circumpolaire autour du pôle Nord. Le goéland argenté européen (L. argentatus argenteus), qui vit principalement en Grande-Bretagne et en Irlande, peut s'hybrider avec le goéland argenté américain (L. smithsonianus), vivant en Amérique du Nord, ainsi qu'avec le goéland argenté de Vega ou de Sibérie orientale (L. vegae), dont la sous-espèce occidentale, le goéland de Birula (L. vegae birulai), peut s'hybrider avec le goéland de Heuglin (L. heuglini), qui à son tour peut s'hybrider avec le goéland brun (L. fuscus). Tous les quatre vivent dans le nord de la Sibérie. Le dernier cité est le représentant oriental des goélands marins du nord-ouest de l'Europe, y compris la Grande-Bretagne. Les goélands marins et les goélands argentés sont suffisamment différents pour ne pas pouvoir s'hybrider en théorie ; le groupe de goélands forme donc un continuum, sauf là où les deux lignées se rencontrent en Europe. Cependant, une étude génétique de 2004 intitulée "Le complexe du goéland argenté n'est pas une espèce annulaire" a montré que cet exemple est bien plus compliqué que celui présenté ici[3]. Cet exemple ne concerne que le complexe d'espèces allant du goéland argenté classique au goéland marin. Il existe plusieurs autres exemples taxonomiquement peu clairs qui appartiennent au même complexe d'espèces, tels que le goéland leucophée (L. michahellis), le goéland bourgmestre (L. hyperboreus) et le goéland caspien (L. cachinnans).
- Pelophylax nigromaculatus et P. porosus / P. porosus brevipodus[1] (les noms et la classification de ces espèces ont changé depuis la publication suggérant une espèce annulaire)
- Pernis ptilorhynchus et P. celebensis[1]
- Perognathus amplus et P. longimembris[1]
- Peromyscus maniculatus[27]
- Phellinus[28]
- Platycercus elegans (complexe d'espèces)[29],[30]
- Drosophila paulistorum[31]
- Phylloscopus collybita et P. sindianus[1]
- Phylloscopus (les pouillots)[32],[33]
- Powelliphanta[34]
- Rhymogona silvatica et R. cervina[1] (les noms et la classification de ces espèces ont changé depuis la publication suggérant une espèce annulaire)
- Melospiza melodia, le Bruant chanteur, forme un anneau autour de la Sierra Nevada de Californie[35] où se rencontrent les sous-espèces heermanni et fallax aux alentours du col de San Gorgonio
- Todiramphus chloris et T. cinnamominus[1]